# Мартинья
Мартинья́ (фр. Martignat) — коммуна во Франции, находится в регионе Рона — Альпы. Департамент — Эн. Входит в состав кантона Южная Ойонна. Округ коммуны — Нантюа.
Код INSEE коммуны — 01237.

## География

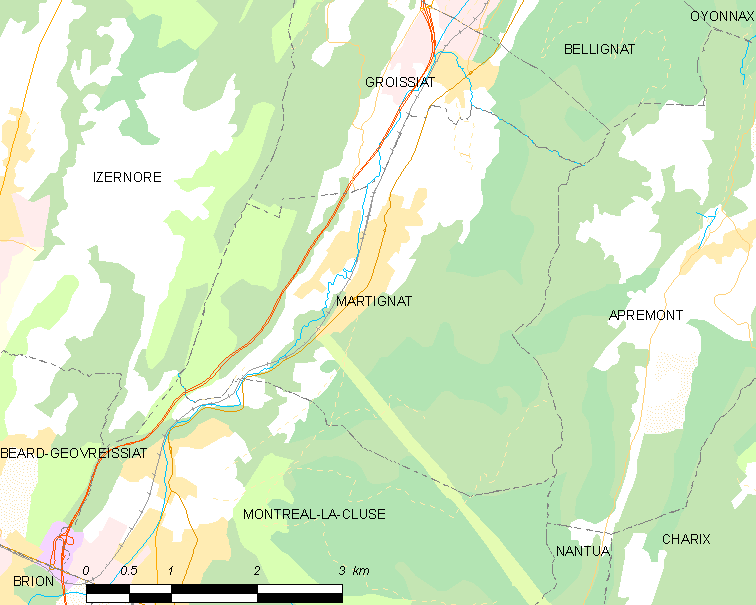
Карта коммуны

Коммуна расположена приблизительно в 390 км к юго-востоку от Парижа, в 80 км северо-восточнее Лиона, в 30 км к востоку от Бурк-ан-Бреса.
По территории коммуны протекает река Анж. Большая часть территории коммуны покрыта лесами.

## Климат
Климат полуконтинентальный с холодной зимой и тёплым летом. Дожди бывают нечасто, в основном летом.

## Население
Население коммуны на 2010 год составляло 1604 человека.
| 1962 | 1968 | 1975 | 1982 | 1990 | 1999 | 2010 |
| ---- | ---- | ---- | ---- | ---- | ---- | ---- |
| 532  | 547  | 791  | 875  | 1003 | 1265 | 1604 |

## Администрация
| Период | Период | Фамилия      | Партия | Примечания |
| ------ | ------ | ------------ | ------ | ---------- |
| 1989   | 2014   | Ги Жакьо     |        |            |
| 2014   | 2020   | Ив Локателли |        |            |

## Экономика
В 2010 году среди 1045 человек трудоспособного возраста (15—64 лет) 794 были экономически активными, 251 — неактивными (показатель активности — 76,0 %, в 1999 году было 76,7 %). Из 794 активных жителей работали 718 человек (383 мужчины и 335 женщин), безработных было 76 (23 мужчины и 53 женщины). Среди 251 неактивных 89 человек были учениками или студентами, 103 — пенсионерами, 59 были неактивными по другим причинам.